# Marie Agier
Marie Agier, més coneguda com a Mademoiseille Agier-Prévost (Lió?, 1742-Ginebra, 1823/1825) va ser una escriptora francesa.
Nascuda el 1742, es desconeix el seu lloc de naixement, hom creu que potser a Lió, ciutat on residia el 1790. En aquells anys va tenir ocasió de conèixer a un jove Napoleó Bonaparte de dinou anys, que en aquell moment en sotstinent d'artilleria. Va escriure obres literàries i va concursar pel premi de l'Acadèmia Francesa. Sembla que aquest interès per la literatura es va despertar en un moment d'edat avançada per la llunyania que mostra en la dissipació i els plaers, la seva extrema reserva a la societat i la seva constant aplicació a l'estudi. Sovint era visitada per Bonaparte quan el militar passava per Lió, tanta estima era la que li tenia que l'anomenava bonne maman. Fins i tot en la seva ascensió: travessant Suïssa el 1795, es desvia de la seva ruta per poder fer-li una visita. Diferents circumstàncies en el transcurs dels anys van afectar la petita fortuna en què basava les seves necessitats, aleshores els seus amics li aconsellaren exposar el seu cas a Bonaparte, que ja era emperador, però ella no ho volia. Sense saber-ho, un dels seus amics li ho va demanar i va obtenir una pensió de 6.000 francs per a ella, un fet que afectaria al seu orgull. En aquell moment s'instal·la a París, i va passar a viure amb la duquessa de La Rochefoucauld-Liancourt.
Poc abans de la seva mort, va publicar el 1823 a París, a través de J. J. Pachoud, un romanç compost per ella en dos volums titulat Éléonore de Cressy, que en opinió dels crítics literaris del segle xix és mediocre i sense cap mena de mèrit o interès.